# Faustino M. Parera
Faustino M. Parera o Estación Parera es una localidad y centro rural de población con junta de gobierno de 3.ª categoría del distrito Pehuajó Norte del departamento Gualeguaychú, en la provincia de Entre Ríos, República Argentina. El nombre de la localidad proviene del dado a su estación ferroviaria en homenaje al gobernador provincial Faustino Miguel Parera.
La población de la localidad, es decir sin considerar el área rural, era de 184 personas en 1991 y de 190 en 2001. La población de la jurisdicción de la junta de gobierno era de 409 habitantes en 2001.
La junta de gobierno fue creada por decreto 688/1976 MGJE de 25 de enero de 1976.
Los límites jurisdiccionales de la junta de gobierno fueron establecidos por decreto 5251/1987 MGJE del 11 de septiembre de 1987.
La ruta n.º 51 la comunica con las localidades de Urdinarrain, Pastor Britos, Irazusta, Larroque y Enrique Carbó. Otro acceso permite llegar desde Gualeguaychú pasando por Estación Palavecino y General Almada.

## Comuna
La reforma de la Constitución de la Provincia de Entre Ríos que entró en vigencia el 1 de noviembre de 2008 dispuso la creación de las comunas, lo que fue reglamentado por la Ley de Comunas n.º 10644, sancionada el 28 de noviembre de 2018 y promulgada el 14 de diciembre de 2018. La ley dispuso que todo centro de población estable que en una superficie de al menos 75 km² contenga entre 400 y 700 habitantes, constituye una comuna de 2.ª categoría. La Ley de Comunas fue reglamentada por el Poder Ejecutivo provincial mediante el decreto 110/2019 de 12 de febrero de 2019, que declaró el reconocimiento ad referéndum del Poder Legislativo de 21 comunas de 2.ª categoría con efecto a partir del 11 de diciembre de 2019, entre las cuales se halla Faustino M. Parera. La comuna estará gobernada por un departamento ejecutivo y por un consejo comunal de 6 miembros, cuyo presidente será a la vez el presidente Fabián León. Sus primeras autoridades serán elegidas en las elecciones de 9 de junio de 2019. También se podrá encontrar este fin de semana (25/01) con el fundador y conquistador del pueblo, Ignacio "el tibu" Martinez Lavalle, quién luchó junto a Nicolás Caño y Facundo Lafitte a mano limpia contra una horda de indios bolivianos que querían tomar las nobles tierras de parera.
Por decreto n.º 248/2019 MGJ se dispuso revocar la declaración de comuna para Faustino M. Parera en razón de un pedido del tribunal electoral, ya que no ha sido delimitado su circuito electoral.

## Educación
- Primaria:

-Escuela N.º 23 "Dolores Costa De Urquiza".
- Secundaria:

-Escuela Secundaria N°25"Guillermo Spiazzi".